# O Diabo (jornal, 1934)
O Diabo foi um jornal semanal publicado em Portugal entre 1934 e 1940.
Fundado em 2 de junho de 1934, sob a direção de Artur Inês, O Diabo foi encerrado pelos serviços de censura do Estado Novo em 21 de dezembro de 1940.
A Artur Inês sucederam na direção do jornal João Antunes de Carvalho, Ferreira de Castro, Rodrigues Lapa, Brás Burity, Adolfo Barbosa, Guilherme Morgado e Manuel Campos Lima.
Os conteúdos do jornal, alinhados pelo movimento neo-realista português, dirigiam-se não só às áreas artística e literária, como também aos domínios da política, economia, cinema e ciência.
Entre os colaboradores estiveram homens dos mais variados quadrantes políticos da oposição ao Estado Novo como Abel Salazar, Adeodato Barreto, Álvaro Cunhal, António José Saraiva, António Sérgio, Aquilino Ribeiro, Bento de Jesus Caraça, Brito Camacho, Câmara Reys, Castelo Branco Chaves, Diogo de Macedo, Fernando Lopes Graça, Fernando Namora, Fernando Piteira Santos, Irene Lisboa, Jaime Brasil, João de Barros, João Gaspar Simões, João José Cochofel, José Rodrigues Miguéis, Manuel da Fonseca, Mário Dionísio, Rolão Preto, Stuart Carvalhais, Teixeira Gomes, Vasco Magalhães Vilhena, Vitorino Magalhães Godinho ou Vitorino Nemésio.